# Boranos
Boranos (em latim: borani) foram uma tribo da Antiguidade de origem incerta que habitaram o sul da Rússia ou o coração da Ucrânia. Ainda é debatido qual macrogrupo dessa região os boranos relacionaram-se. Alguns autores associam-nos aos sármatas, citas, ou aos germanos, sob alegação de provavelmente fazerem parte da confederação gótica.
Até 257, os boranos sempre foram registrados nas fontes agindo conjuntamente com os godos. Em 253, eles se aliaram aos godos de Cniva e realizaram uma grande invasão no Império Romano, porém foram derrotados decisivamente pelo general e futuro imperador Emiliano (r. 253). Em 255, aproveitando-se do tumulto interno no Reino do Bósforo, estes povos tomaram o controle do país e obrigaram os bosforanos a cederem seus navios para que pudessem realizar uma expedição contra a cidade de Pítio (atual Bichvinta), na encosta ocidental do Cáucaso.
A expedição mostrou-se falha para os piratas, com este ataque quase custando a vida de todos os invasores. Como explicado nas fontes, o motivo da catástrofe era o fato de os boranos e godos somente terem ordenado que os velejadores bosforanos transportassem-nos rumo ao seu destino e não que esperassem por eles. Os sobreviverem somente conseguiriam escapar, pois capturaram alguns navios romanos que estavam atracados na costa. Após este desastre, uma nova expedição, agora visando atacar o santuário de Reia-Cibele em Fásis (atual Poti), foi preparada e realizada em 256, porém novamente falhou.
Desta vez, contudo, os boranos e godos organizaram-se e partiram imediatamente rumo a Pítio, onde chegaram em 257. À época ela estava sem a guarnição do ano anterior (o vexilação da XV Legião Apolinária), que o imperador Valeriano (r. 253–260) havia convocado para confrontar o xá Sapor I (r. 240–270), e caiu facilmente perante a investida inimiga. Além dela, Trapezo (atual Trebizonda), na costa da Ásia Menor (atual Turquia), também facilmente cairia, pois, pega de surpresa num ataque inesperado, a guarnição decidiu fugir e deixar a cidade para os boranos. Como consequência dessas pilhagens, o futuro imperador Diocleciano (r. 284–305) aquartelaria a recém-formada I Legião Pôntica em Trapezo.